# John Crawford (ingénieur)
Pour les articles homonymes, voir John Crawford et Crawford.
John Crawford est un ingénieur américain, architecte en chef des microprocesseurs Intel 80386 et Intel 80486. Il a co-managé la conception de la famille de processeurs Intel P5.
Il a remporté le prix Eckert-Mauchly en 1995 pour ses travaux, et a été récompensé en 1997 par l'IEEE.